# Bệnh phụ khoa

Khám phụ khoa.

Bệnh phụ khoa là một cách nói chung về các bệnh liên quan tới các cơ quan sinh dục nữ, bao gồm các bệnh viêm nhiễm cơ quan sinh dục dưới (âm hộ, âm đạo, cổ tử cung) và cơ quan sinh dục trên (tử cung, tai vòi và buồng trứng)...

## Phân loại
Các bệnh phụ khoa phổ biến gồm:
- Rối loạn kinh nguyệt
- Viêm âm hộ
- Viêm âm đạo
- Viêm cổ tử cung
- Viêm tử cung
- Viêm buồng trứng
- Ung thư tử cung
- Bệnh lây truyền qua đường tình dục

## Tác hại
Phụ nữ mang thai mắc bệnh phụ khoa, hệ lụy là sinh khó, dễ xảy thai, lưu thai (thai bị chết lưu), ảnh hưởng đến sự phát triển của thai nhi, nặng nề nhất có thể dẫn tới tử vong.
Ung thư cổ tử cung thường tấn công vào phụ nữ 35 - 40 tuổi trở đi. Đây là một trong những bệnh ung thư phụ khoa rất phổ biến và gây tử vong cao hàng đầu ở phụ nữ hiện nay.
Các bệnh phụ khoa như viêm nhiễm, u nang buồng trứng, u xơ tử cung... ảnh hưởng rất nhiều tới sức khỏe và chất lượng cuộc sống.

## Nguyên nhân
Có 3 nguyên nhân chính dẫn đến mắc bệnh phụ khoa.
- Vệ sinh kém. không giữ gìn vệ sinh cơ quan sinh dục thật tốt sẽ khiến cho vi khuẩn, nấm phát triển nhanh và mạnh tấn công và gây nhiễm khuẩn âm hộ - âm đạo. Hoặc do vệ sinh quá sạch sẽ, nhiều lần trong ngày, vệ sinh quá sâu bên trong, dẫn đến mất cân bằng môi trường, vi khuẩn có hại có nhiều cơ hội tấn công.
- Lây nhiễm qua sinh hoạt tình dục. Nam giới có thể lây cho nữ giới qua quan hệ tình dục. Các loại nấm, vi khuẩn, virut lây truyền qua đường tình dục như Chlamydia, Trichomonas, trùng roi, lậu cầu khuẩn, trực khuẩn, xoắn khuẩn, các vi khuẩn kị khí, virut herpes sinh dục... xâm nhập vào tử cung gây phá hủy sự cân bằng hệ vi sinh vật, giảm chức năng tuyến phòng thủ của âm đạo.
- Các nguyên nhân khác như: stress (do stress đã làm suy yếu hệ miễn dịch), thay đổi môi trường đột ngột, các thủ thuật phụ khoa không an toàn (dụng cụ đặt tránh thai, nạo hút thai...), phụ nữ ở tuổi mãn kinh[2]...